# RJ Barrett
Rowan Alexander "RJ" Barrett Jr. (Toronto, 14 de junho de 2000) é um jogador canadense de basquete profissional que atualmente joga no Toronto Raptors da National Basketball Association (NBA).
Depois de um ano jogando basquete universitário no Duke Blue Devils, ele foi selecionado pelo New York Knicks como a 3° escolha geral no draft da NBA de 2019.
Com a Seleção Canadense Sub-19, Barrett foi eleito o MVP da Copa do Mundo Sub-19 de 2017, depois de levar sua equipe a medalha de ouro. Ele estreou na equipe sênior durante a qualificação para a Copa do Mundo de 2019.

## Início da vida e carreira
Barrett nasceu em Toronto, Ontario, filho de Kesha Duhaney e Rowan Barrett. No início de sua infância, ele desenvolveu um interesse pelo basquete e jogava onde seu pai jogava basquete profissional. Enquanto morava na França, Barrett frequentou uma escola francesa, mas aprendeu inglês tendo aulas com sua mãe. Ele viveu em vários países devido à carreira de seu pai e jogou basquete com jogadores de sua idade através dos clubes que seu pai jogava. Sua família se estabeleceu em Mississauga, Ontário, em 2008, quando seu pai se aposentou do basquete profissional. Enquanto crescia, ele também estava envolvido no futebol, corridas de 100 metros e no salto em altura. Aos 12 anos, depois de ir mal em um jogo de basquete e voltar para casa chorando, Barrett começou a se concentrar no esporte e deixar os outros de lado. Nessa idade, ele disse ao pai que queria ser um All-Star da NBA e ir para o Hall of Fame. Ele às vezes treinava com Steve Nash, seu padrinho e amigo do pai.
Barrett, sob a orientação de seu pai, emergiu como um dos melhores jogadores sub-12 em Ontário. Ele frequentou a Horizon Jeunesse em Clarkson, Mississauga, liderando sua equipe escolar para o título do campeonato da cidade, onde ele foi nomeado MVP, apesar de enfrentar adversários mais velhos. Barrett também jogou no programa Sub-12 da Academia Regional de Desenvolvimento de Elite (REDA), no circuito da União Atlética Amadora (AAU), enfrentando muitas equipes dos Estados Unidos. Quando ele tinha 12 anos, ele foi identificado pela Associação de Basquete de Ontário como um dos melhores jogadores em sua faixa etária, e, consequentemente, treinou com a Seleção Canadense, através do qual ele competiu para a equipe da província de Ontário. Em 3 de agosto de 2014, ele registrou 37 pontos e 7 rebotes na vitória por 93-53 sobre Quebec em um torneio sub-15. Durante a 6ª e 7ª Série, Barrett frequentou à École Secondaire Jeunes Sans Frontières, uma escola de francês em Brampton.

## Carreira no ensino médio

### St Marcellinus (2014–2015)
"Apesar de não elogiarmos os estágios iniciais da carreira de um jogador, Rowan Barrett Jr está se mostrando a exceção - um assassino de sangue frio, ainda com sangue. "

— Elias Sbiet, analista de recrutamento do site North Pole Hoops em 2014.
 Barrett começou o ensino médio na Escola Secundária St. Marcellinus em Mississauga, enquanto competia pela equipe da AAU, Brampton Warriors. Após seu esforço de 27 pontos contra a Escola Secundária Bill Crothers em 9 de outubro de 2014, o site de recrutamento canadense North Pole Hoops o rotulou como "especial" apesar de estar apenas em seu primeiro ano.
Em fevereiro de 2015, ele foi nomeado MVP do Torneio Guy Vetrie Memorial depois de marcar 41 pontos e o seu time vencer a BTB Academy por 74-72. Em abril, Barrett foi convidado para o jogo das estrelas da Associação Atlética das Escolas Secundárias de Peel (ROPSSAA). No jogo, ele foi reconhecido como o melhor prospecto. No mesmo mês, Barrett marcou 25 pontos no BioSteel All-Canadian Basketball Game, esse jogo contou com os melhores jogadores do 9º e 10º série no Canadá.

### Academia Montverde (2015-2018)

#### Primeiro ano (2015–16)
Em setembro de 2015, uma semana depois de visitar as principais escolas preparatórias nos Estados Unidos, Barrett anunciou que deixaria St. Marcellinus. No final do mês, ele foi transferido para a Montverde Academy, uma escola em Montverde, Flórida, com um grande programa de basquete. Barrett tomou a decisão para "levar seu jogo a outro nível", mas descreveu a transição como "áspera".
Em 7 de dezembro, ele marcou 18 pontos em um jogo televisionado nacionalmente contra Huntington Prep School. Barrett fez 31 pontos em uma derrota para Chino Hills High School nas quartas de final do torneio City of Palms Classic. Em 15 de abril de 2016, ele registrou 22 pontos e 8 rebotes e ganhou o prêmio de MVP no Jordan Brand Classic International Game. No final da temporada, depois de liderar a Montverde Academy na pontuação, Barrett foi nomeado para a Primeira-Equipe All-American.

#### Segundo ano (2016–17)
"Eu amo o garoto. Eu acho que ele é muito, muito talentoso. Ele pode lidar com a bola, é resistente, é competitivo. Defensivamente ele não tem medo de marcar o melhor jogador do outro time. Como treinador, você não pode pedir muito mais e é por isso que ele é o MVP."

— Fred Vinson sobre Barrett depois de treiná-lo no Basquetebol Sem Fronteiras em 2017

 Em dezembro, Barrett levou Montverde ao título do Torneio City of Palms Classic, marcando 15 pontos na final contra Memphis East High School e recebendo o prêmio de MVP do torneio. Ele registrou 21 pontos em uma vitória de 73-67 sobre a Escola Secundária Bishop Montgomery, para ajudar sua equipe a vencer o Spalding Hoophall Classic. Em fevereiro, Barrett ganhou o prêmio de MVP no Basquetebol Sem Fronteiras, um acampamento de três dias durante o fim de semana do All-Star Game da NBA.
Barrett terminou a temporada com médias de 22 pontos e 7 rebotes, sendo nomeado como o Melhor Jogador Segundanista pela MaxPreps e sendo eleito para o Terceira-Equipe All-American.

#### Terceiro ano (2017–18)

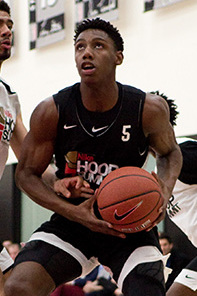
Barrett no Nike Hoop Summit de 2017

Em 31 de julho de 2017, Barrett acreditava que estava "pronto para subir e estar na universidade um ano antes que todo mundo". Na abertura da temporada, ele liderou Montverde com 29 pontos em uma vitória por 97-55 sobre a The Rock School. Em 11 de janeiro de 2018, em uma partida nacionalmente televisionada contra Orlando Christian Prep, ele marcou 24 pontos. Barrett teve 22 pontos e 10 rebotes em uma vitória sobre Mater Dei High School no Spalding Hoophall Classic. No final do mês, Barrett participou do McDonald's All-American Boys Game de 2018, onde marcou 26 pontos.
Em março de 2018, Barrett recebeu o prestigiado Prêmio Morgan Wooten de Melhor Jogador do Ano por "exibir um caráter excepcional, mostrando liderança e incorporando os valores de um atleta". Uma das formas como Barrett exibia esses atributos era se envolver no Programa de Amigos do Basquete da Academia Montverde, onde era responsável por orientar jovens atletas com suas habilidades de basquete, além de aconselhá-los sobre como administrar suas tarefas acadêmicas.
Na temporada de 2017-18, ele liderou uma equipe invicta de Montverde para o título da Geico National, registrando 25 pontos e 15 rebotes na final. Barrett registrou 20 pontos, nove rebotes, seis assistências e cinco roubadas de bola, além de ser nomeado MVP no Nike Hoop Summit de 2018.

### Recrutamento
Enquanto frequentava a Escola Secundária St. Marcellinus, Barrett foi listado como o principal prospecto canadense na classe de 2019.
Ele recebeu bolsas de estudo de várias universidades importantes, incluindo Arizona, Duke, Indiana, Kansas, Kentucky, Missouri, Oklahoma, Oregon, Texas, UCLA e USC, de acordo com a ESPN.
Em 16 de agosto de 2017, Barrett se reduziu a cinco universidades: Duke, Arizona, Oregon, Kentucky e Michigan. Em 10 de novembro de 2017, ele anunciou que iria para Duke. Comentando sobre sua decisão, ele disse: "Me sinto em casa e obviamente eles têm um ótimo técnico... Eu amo o Coach K. Eu tenho assistido Duke desde que eu era muito jovem".
| Nome | Cidade natal                                         | High school / College  | Altura | Peso  | Data                   |
| --- | ---------------------------------------------------- | ---------------------- | ------ | ----- | ---------------------- |
| RJ Barrett SF | Mississauga, Ontario                                 | Montverde Academy (FL) | 2.01 m | 91 kg | 10 de Novembro de 2017 |
| RJ Barrett SF | Ratings: Rivals: 247Sports: ESPN: ESPN grade: 96/100 |                        |        |       |                        |
| RJ Barrett SF | Rankings: Rivals: 1º \| 247Sports: 1º \| ESPN: 1º    |                        |        |       |                        |
| - Nota: Em muitos casos, Scout, Rivals, 247Sports e ESPN podem entrar em conflito em suas listas de altura e peso, nestes casos, a média foi obtida. As notas da ESPN estão em uma escala de 100 pontos. - Fonte: |                                                      |                        |        |       |                        |

## Carreira universitária

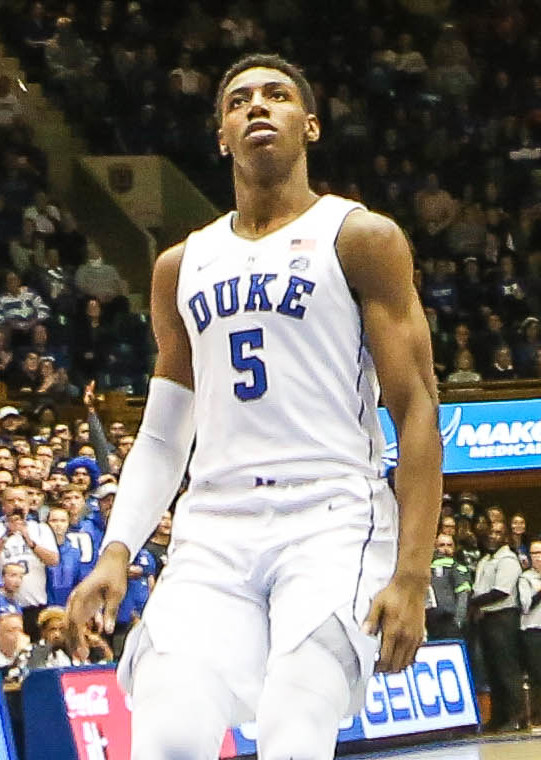
Barrett jogando por Duke em 2018

Em 15 de agosto de 2018, Barrett fez sua estreia na pré-temporada de Duke em uma vitória por 86-67 sobre Ryerson University. Ele registrou 34 pontos e 5 rebotes.
Em 6 de novembro, em seu primeiro jogo na temporada regular, ele teve 33 pontos e 6 assistências contra Kentucky no Champions Classic, quebrando o recorde de estreia de um jogador em Duke. Barrett registrou seu primeiro duplo-duplo em 5 de dezembro quando fez 27 pontos e 15 rebotes contra Hartford. Ele teve outro desempenho forte em seu próximo jogo contra Yale, onde registrou 30 pontos, 7 rebotes e 6 assistências. Barrett ultrapassou a marca de 30 pontos novamente em 12 de janeiro de 2019, marcando 32 pontos em uma vitória por 80-78 sobre Florida State. Em 17 de fevereiro, Barrett registrou 23 pontos, 11 rebotes e 10 assistências na vitória por 94-78 sobre a North Carolina State. Foi a quarta vez na história de Duke (segunda vez sob o comando de Mike Krzyzewski como técnico principal), onde um jogador teve um triplo-duplo. No final da temporada regular, Barrett foi nomeado membro da Primeira-Equipe All-American pela Sporting News e para a Primeira-Equipe da ACC juntamente com seu companheiro de equipe Zion Williamson.
Em 22 de março, Barrett liderou a equipe em pontos e rebotes com 26 pontos e 14 rebotes em uma vitória por 85-62 sobre North Dakota State no Torneio da NCAA. Ele jogou em 38 jogos como calouro, tendo médias de 22,6 pontos, 7,6 rebotes e 4,3 assistências.
Após a derrota de Duke no Torneio da NCAA de 2019, Barrett anunciou sua intenção de renunciar às suas últimas três temporadas de elegibilidade universitária e se declarar para o Draft da NBA de 2019.

## Carreira profissional

### New York Knicks (2019–2023)

#### Temporada de 2019–20
Em 20 de junho de 2019, o New York Knicks selecionou Barrett como a terceira escolha geral no draft da NBA de 2019. Em 3 de julho, Barrett assinou um contrato de 4 anos e US$35 milhões com os Knicks.
Em 23 de outubro, Barrett fez sua estreia na NBA, sendo titular na derrota por 111-120 para o San Antonio Spurs e registrando 21 pontos, cinco rebotes, duas assistências e dois roubos de bola. Em 17 de dezembro, ele registrou 27 pontos, seis rebotes e uma assistência em uma vitória de 143-120 sobre o Atlanta Hawks.
Barrett sofreu uma torção no tornozelo em um jogo contra o Phoenix Suns em 16 de janeiro de 2020. Em 2 de março, ele registrou 27 pontos, cinco rebotes, cinco assistências e um roubo na vitória por 125–123 sobre o Houston Rockets.
Barrett terminou sua temporada de estreia com médias de 14,3 pontos, 5,0 rebotes, 2,6 assistências e 1,0 roubos de bola em 30,4 minutos. Ele jogou em 56 jogos, sendo titular em 55.

#### Temporada de 2020–21

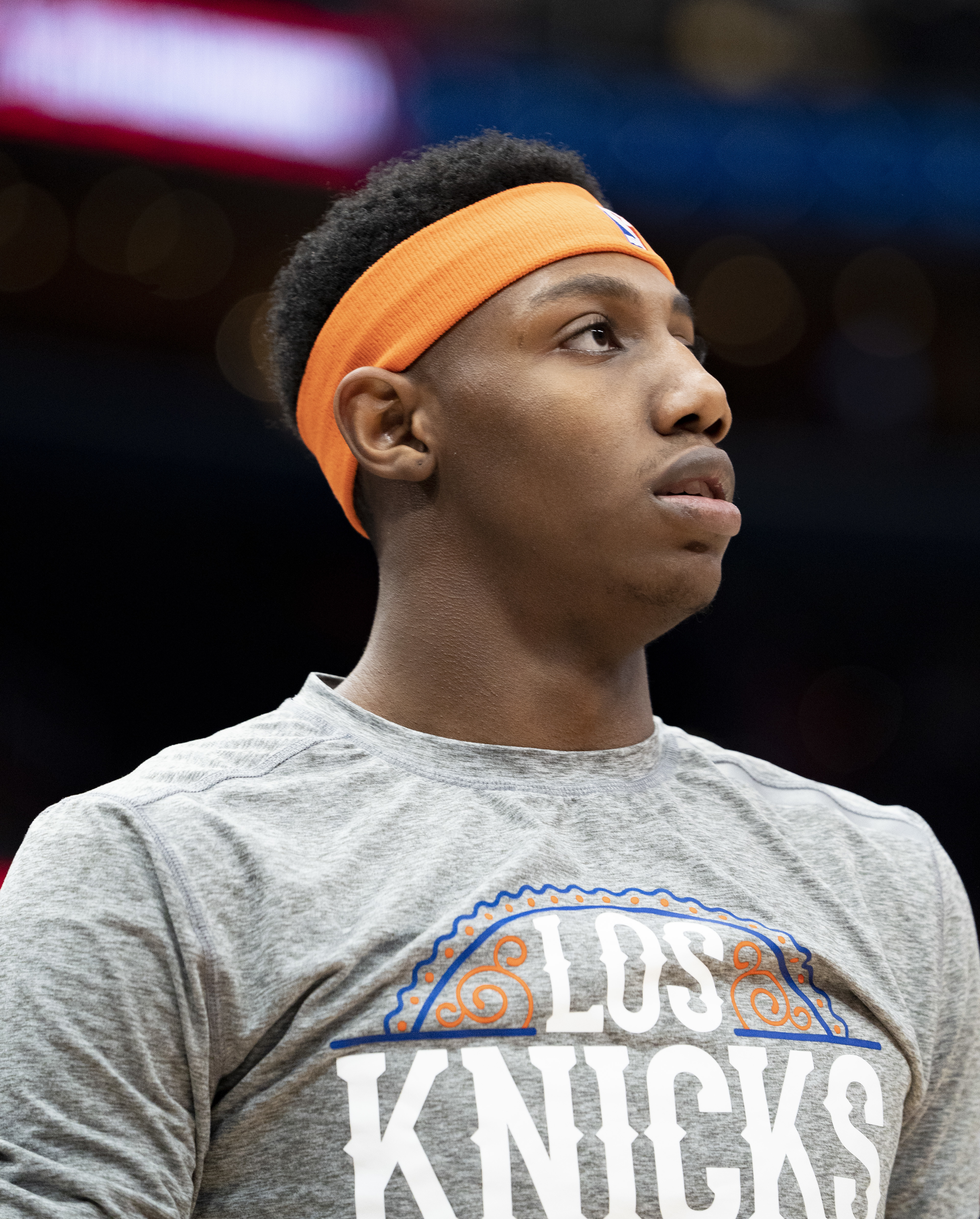
Barrett com os Knicks em 2020

Em 21 de dezembro de 2020, os Knicks anunciaram que exerceram sua opção de renovação no contrato de Barrett.
Em 21 de janeiro, Barrett registrou 28 pontos, cinco assistências e dois rebotes na vitória por 119–104 sobre o Golden State Warriors. Em 13 de março, ele teve 32 pontos, cinco rebotes e três assistências na vitória por 119–97 sobre o Oklahoma City Thunder.
Barrett fez avanços significativos em seu segundo ano, terminando com médias de 17,6 pontos, 5,8 rebotes e 3,0 assistências. Barrett também fez grandes melhorias em seu arremesso, terminando a temporada com 40,1% de acerto de três pontos e 74,6% de acertos da linha de lance livre. Ele foi titular em todos os 72 jogos durante a temporada, que foi encurtada devido à pandemia de COVID-19.
Os Knicks chegaram aos playoffs pela primeira vez em oito anos mas acabaram perdendo por 4-1 na primeira rodada para o Atlanta Hawks.

#### Temporada de 2021–22
Em 10 de janeiro, contra o San Antonio Spurs, ele marcou 31 pontos, e em 12 de janeiro contra o Dallas Mavericks. Barrett marcou 32 pontos estabelecendo um recorde da franquia, tornando-se o jogador mais jovem dos Knicks a obter jogos consecutivos com pelo menos 30 pontos com apenas 21 anos. Ele também se tornou o oitavo jogador da NBA a somar 2.000 pontos, 500 rebotes e 300 assistências aos 21 anos, juntando-se a Kevin Garnett, Kobe Bryant, Tracy McGrady, LeBron James, Carmelo Anthony, Kevin Durant e Luka Doncic.
Em 25 de fevereiro, Barrett marcou 46 pontos, o recorde de sua carreira, na derrota por 115-100 para o Miami Heat. Ele se tornou o 7º jogador na história da NBA a marcar mais de 3.400 pontos, 1.100 rebotes e 550 assistências antes de completar 22 anos, juntando-se a Kevin Garnett, Tracy McGrady, Carmelo Anthony, LeBron James, Kevin Durant e Luka Doncic. Ele também se tornou o jogador mais jovem dos Knicks com médias de 20 pontos em uma temporada aos 21 anos.

#### Temporada de 2022–23
Em 1º de setembro de 2022, Barrett assinou novamente com os Knicks em um contrato de US$ 120 milhões por quatro anos. Ele foi o primeiro jogador a concordar com uma extensão de vários anos após um contrato de novato com os Knicks desde Charlie Ward em 1999.

### Toronto Raptors (2023–Presente)
Em 30 de dezembro de 2023, os Knicks negociaram Barrett, juntamente com Immanuel Quickley e uma escolha de segunda rodada do draft de 2024, para o Toronto Raptors em troca de OG Anunoby, Precious Achiuwa e Malachi Flynn.
Em sua primeira partida com os Raptors em 1 de janeiro de 2024, Barrett marcou 19 pontos e pegou nove rebotes com 50% de eficiência nos arremessos de quadra em uma vitória por 124-121 contra o Cleveland Cavaliers. Foi relatado por Zach Lowe da ESPN que alguns insiders da NBA rotularam o contrato de Barrett como "um ativo tóxico" após a troca. Em 7 de janeiro de 2024, Barrett marcou sua maior pontuação da temporada com 37 pontos, além de 6 rebotes e 6 assistências, em uma vitória por 133-118 sobre o Golden State Warriors.
Em 1º de novembro de 2024, Barrett registrou 33 pontos, seu maior número na temporada, e alcançou 12 assistências, então o maior marca de sua carreira, em uma derrota por 131-125 contra o Los Angeles Lakers. Em 16 de novembro, Barrett conseguiu seu primeiro triplo-duplo na carreira com 25 pontos, 10 rebotes e 15 assistências, o maior número de sua carreira, em uma derrota por 126-123 na prorrogação para o Boston Celtics.

## Carreira na seleção
Barrett foi o jogador mais jovem da Seleção Sub-16 do Canadá que ganhou a medalha de prata no Campeonato Sul-Americano Sub-16 em 2015. Fazendo 14,6 pontos por jogo, ele liderou sua equipe durante o torneio.
Ele teve médias de 18,4 pontos, 4,6 rebotes e 2,3 assistências por jogo na Campeonato Mundial Sub-19 de 2016 na Espanha, sendo eleito para a Segunda-Equipe do torneio.
Em julho de 2017, Barrett chegou às manchetes com 38 pontos, 13 rebotes e cinco assistências ao guiar o time canadense Sub-19 a uma vitória por 99-87 sobre EUA na semifinal da Campeonato Mundial Sub-19. Na época, o Northpolehoops.com descreveu esse desempenho como o "maior jogo de sua carreira até agora". Posteriormente, ele levou o Canadá ao título, registrando 18 pontos e 12 rebotes na final contra a Itália. Ele foi nomeado para a Equipe Ideal do torneio e foi eleito o MVP. Com média de 21,6 pontos, ele também foi o maior cestinha do torneio.
Em junho de 2018, ele fez sua estreia na Seleção Canadense marcando 16 pontos em uma vitória por 97-62 sobre a China.
Em 3 de setembro, eles se classificaram para as quartas de final da Copa do Mundo de Basquete da FIBA de 2023, garantindo assim uma vaga nas Olimpíadas de Verão de 2024. Barrett acabou selando a vitória com um arremesso de 3 pontos e conquistou a medalha de bronze sobre os Estados Unidos. Esta foi a primeira medalha da história do Canadá na Copa do Mundo e a primeira medalha em um grande torneio global desde as Olimpíadas de Verão de 1936.
Ele foi convocado para a seleção do Canadá para os Jogos Olímpicos de Verão de 2024 em Paris.

## Estatísticas da carreira

### NBA

#### Temporada regular
| Ano      | Equipe   | PJ  | PT  | MPJ  | AP   | 3P   | LL   | RT  | AS  | BR  | TO | PPJ  |
| -------- | -------- | --- | --- | ---- | ---- | ---- | ---- | --- | --- | --- | -- | ---- |
| 2019–20  | New York | 56  | 55  | 30.4 | .402 | .320 | .614 | 5.0 | 2.6 | 1.0 | .3 | 14.3 |
| 2020-21  | New York | 26  | 26  | 34.8 | .432 | .287 | .736 | 6.4 | 3.0 | .7  | .2 | 17.0 |
| 2021–22  | New York | 70  | 70  | 34.5 | .408 | .342 | .714 | 5.8 | 3.0 | .6  | .2 | 20.0 |
| 2022–23  | New York | 73  | 73  | 33.9 | .434 | .310 | .740 | 5.0 | 2.8 | .4  | .2 | 19.6 |
| 2023–24  | New York | 26  | 26  | 29.5 | .423 | .331 | .831 | 4.3 | 2.4 | .5  | .3 | 18.2 |
| 2023–24  | Toronto  | 32  | 32  | 33.5 | .553 | .392 | .629 | 6.4 | 4.1 | .6  | .4 | 21.8 |
| Carreira | Carreira | 283 | 282 | 32.7 | .441 | .330 | .710 | 5.4 | 2.9 | .6  | .2 | 18.4 |

#### Playoffs
| Ano      | Equipe   | PJ | PT | MPJ  | AP   | 3P   | LL   | RT  | AS  | BR | TO | PPJ  |
| -------- | -------- | -- | -- | ---- | ---- | ---- | ---- | --- | --- | -- | -- | ---- |
| 2021     | New York | 5  | 5  | 32.4 | .388 | .286 | .800 | 7.2 | 3.0 | .8 | .4 | 14.4 |
| 2023     | New York | 11 | 11 | 34.3 | .433 | .328 | .769 | 4.5 | 2.8 | .8 | .2 | 19.3 |
| Carreira | Carreira | 16 | 16 | 33.3 | .410 | .307 | .784 | 5.8 | 2.9 | .8 | .3 | 16.8 |

### Universidade
| Ano     | Equipe | PJ | PT | MPJ  | AP   | 3P   | LL   | RT  | AS  | BR | TO | PPJ  |
| ------- | ------ | -- | -- | ---- | ---- | ---- | ---- | --- | --- | -- | -- | ---- |
| 2018–19 | Duke   | 38 | 38 | 35.3 | .454 | .308 | .665 | 7.6 | 4.3 | .9 | .4 | 22.6 |

Fonte:

## Vida pessoal
O pai de Barrett, Rowan Barrett, é filho de pais jamaicanos e cresceu em Toronto. Ele jogou basquete universitário em St. John's antes de embarcar em uma carreira profissional na Europa e na América do Sul. Rowan Sr. foi um membro de longa data da Seleção Canadense, sendo capitão nos Jogos Olímpicos de 2000, e mais tarde se tornou vice-presidente executivo e gerente geral. Barrett é afilhado de Steve Nash, que jogou com seu pai na seleção canadense. Rowan Sr. conheceu Nash, que é cerca de dois anos mais jovem que ele, enquanto jogava pela Seleção Sub-19 e rapidamente se tornou amigo íntimo dele. Quando Barrett era bebê, Nash comprou seu primeiro berço.
A mãe de Barrett, Kesha Duhaney, é natural do Brooklyn. Ela foi uma velocista nacionalmente classificada na St. John's University antes de trabalhar para o Canadian Imperial Bank of Commerce. Os pais de Barrett se conheceram enquanto frequentavam a St. John's. Sua tia materna, Dahlia Duhaney, foi membro da equipe jamaicana de revezamento 4 × 100 m que ganhou uma medalha de ouro no Campeonato Mundial da IAAF de 1991.
Barrett fala francês fluentemente, embora tenha admitido estar "um pouco enferrujado" em 2018. Ele tem um irmão Nathan, que é cerca de quatro anos mais novo do que ele. Nathan faleceu em março de 2024 com 19 anos.